# Lobsigensee
Der Lobsigensee – oder amtlich auch Lobsigesee – ist ein See auf dem Gemeindegebiet von Seedorf im Kanton Bern in der Schweiz. Seinen Namen hat er vom Ort Lobsigen in unmittelbarer Nähe.

## Lage
Der Lobsigensee liegt topographisch im südöstlichen Randgebiet des Berner Seelandes auf einem leicht abgesenkten und gegen Nordosten leicht abfallenden, rinnenförmigen, 500 m × 2100 m grossen Plateau am Nordhang des Frienisberges. Das Gewässer ist 15 km vom Stadtrand von Bern entfernt und drei Kilometer von Aarberg.
Der See befindet sich dabei auf dem Gemeindegebiet von Seedorf, 100 m nördlich der Unterdorfstrasse von Lobsigen nach Seedorf – Luftlinie rund 500 m nordöstlich von Lobsigen und etwas über 1100 m südwestlich von Seedorf – umschlossen von einem Feuchtgebietgürtel mit vereinzelten Bäumen und Baumgruppen – auf freiem Feld.
Erreichbar ist der Lobsigensee über die durch Seedorf führende Hauptstrasse 236 Aarberg–Bern. Im öffentlichen Verkehr kann der Lobigesee durch die Postautolinie 105 Bern–Lyss erreicht werden. Von der Unterdorfstrasse führt ein Feldweg zum und ein nur teilweise markierter Fussweg um den See.

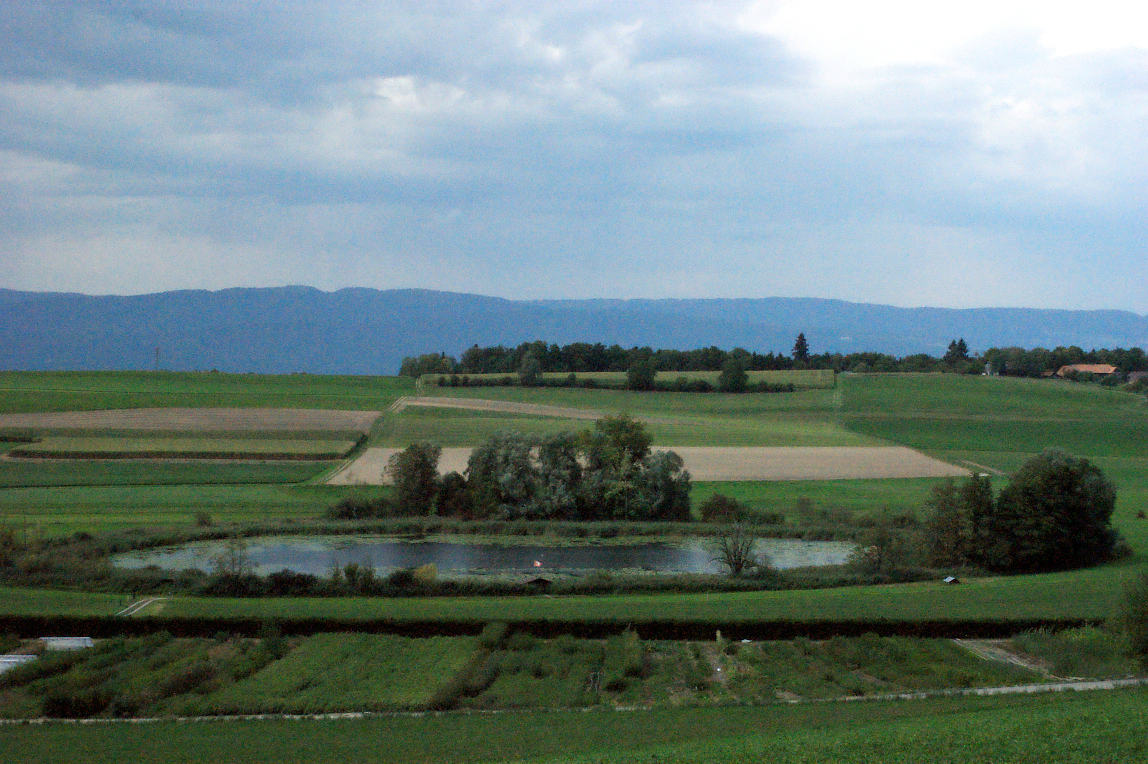
Lobsigensee – Hintergrund Ausläufer des Jura
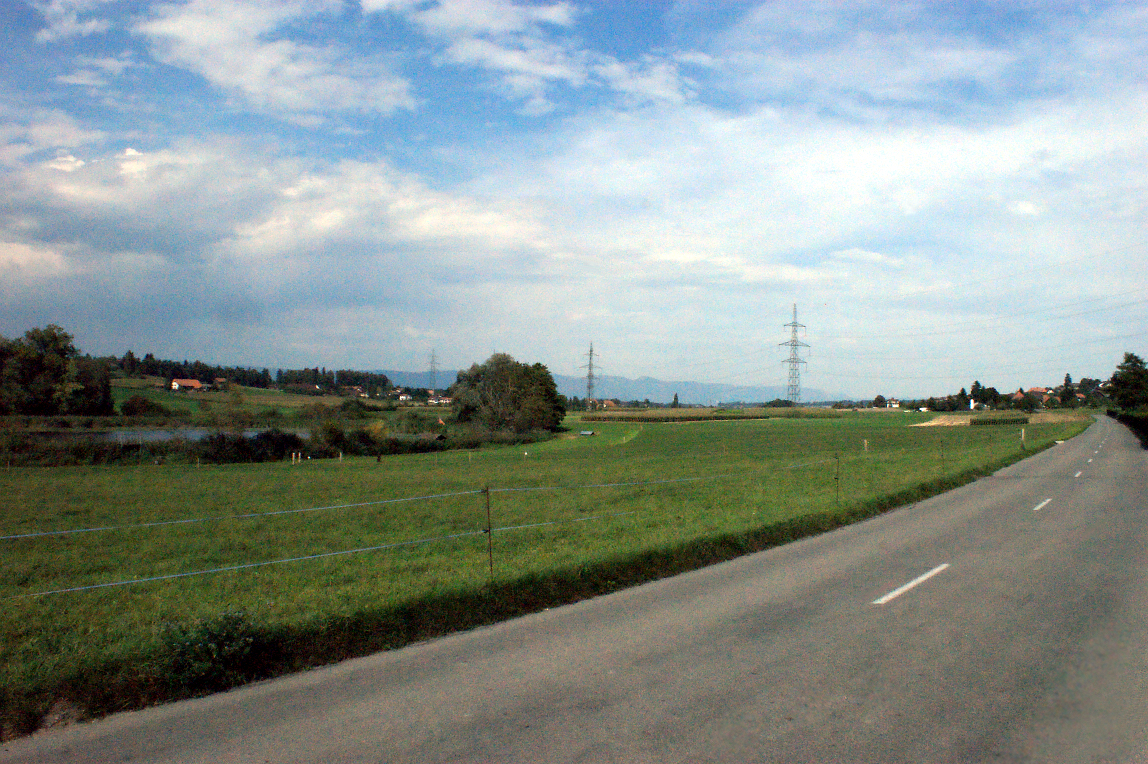
Lobsigensee – Unterdorfstrasse Richtung Seedorf
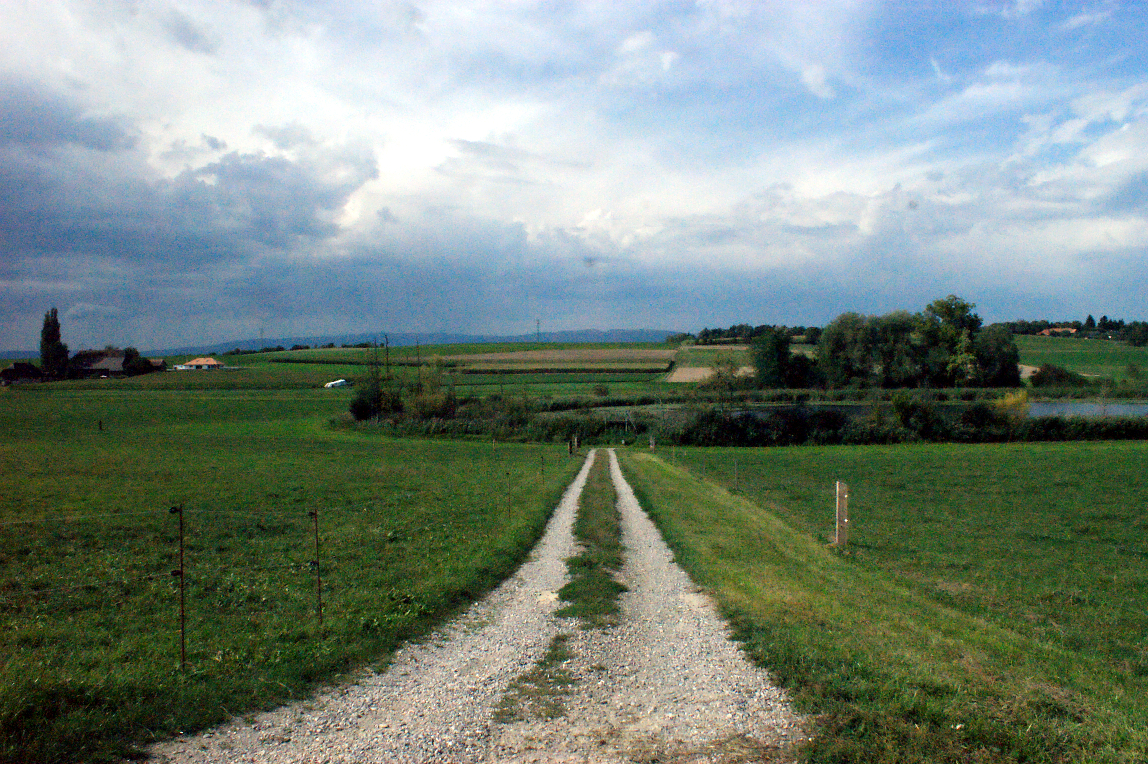
Lobsigensee – Feldweg von Unterdorfstrasse zum kleinen See

## Umgebung
Das Areal des ovalförmigen Lobsigensees ist von einem zehn bis 40 Meter breiten Feuchtgebietgürtel umgeben. Dieser besteht aus Ried mit typischem Schilfrohr und Rohrkolben sowie Sumpf, Moor und Moorboden mit vereinzelten Bäumen und Baumgruppen.
Eingebettet ist das Gebiet des natürlichen, am Ufer auch mit Schwingrasen bedeckten Stillgewässers in Feuchtwiesen, welche wiederum von landwirtschaftlich genutztem Kulturland eingeschlossen sind. Die Landwirtschaftszone reicht teilweise bis 100 m an das Feuchtgebiet.
Am südöstlichen Ufer befindet sich eine erhöhte, hölzerne Aussichtsplattform, die den Blick über den Weiher erlaubt.

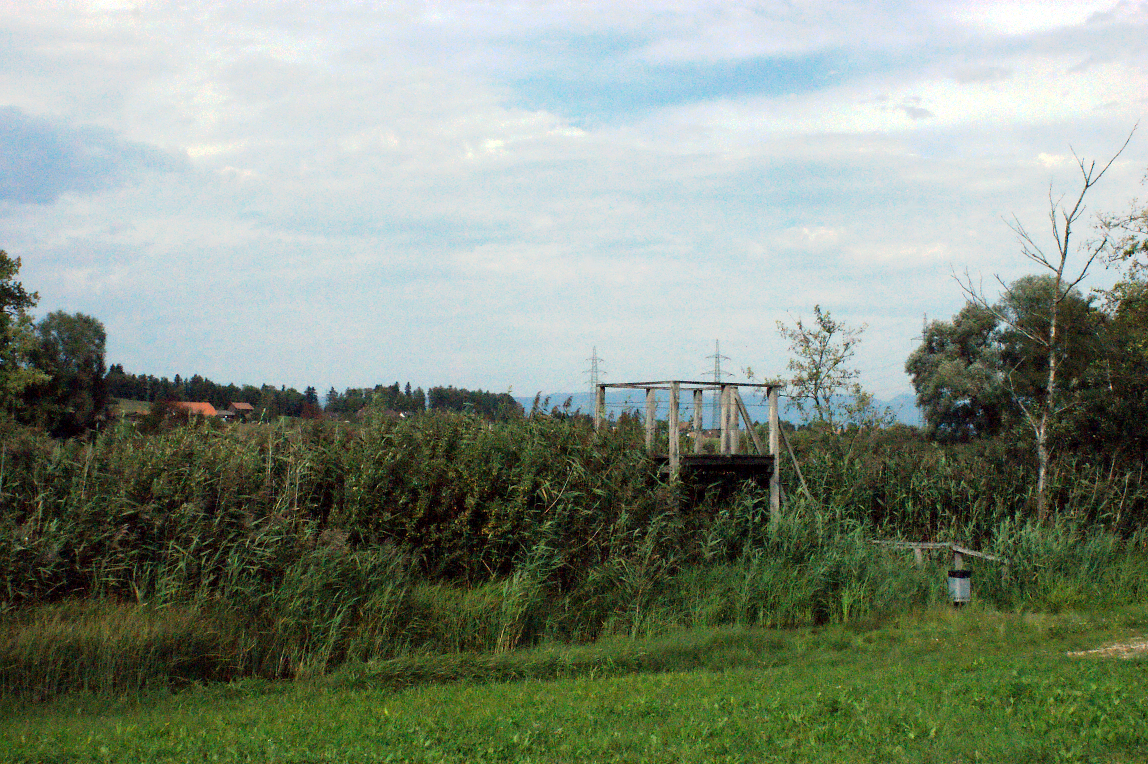
Lobsigensee – Aussichtsplattform im Schilfgürtel
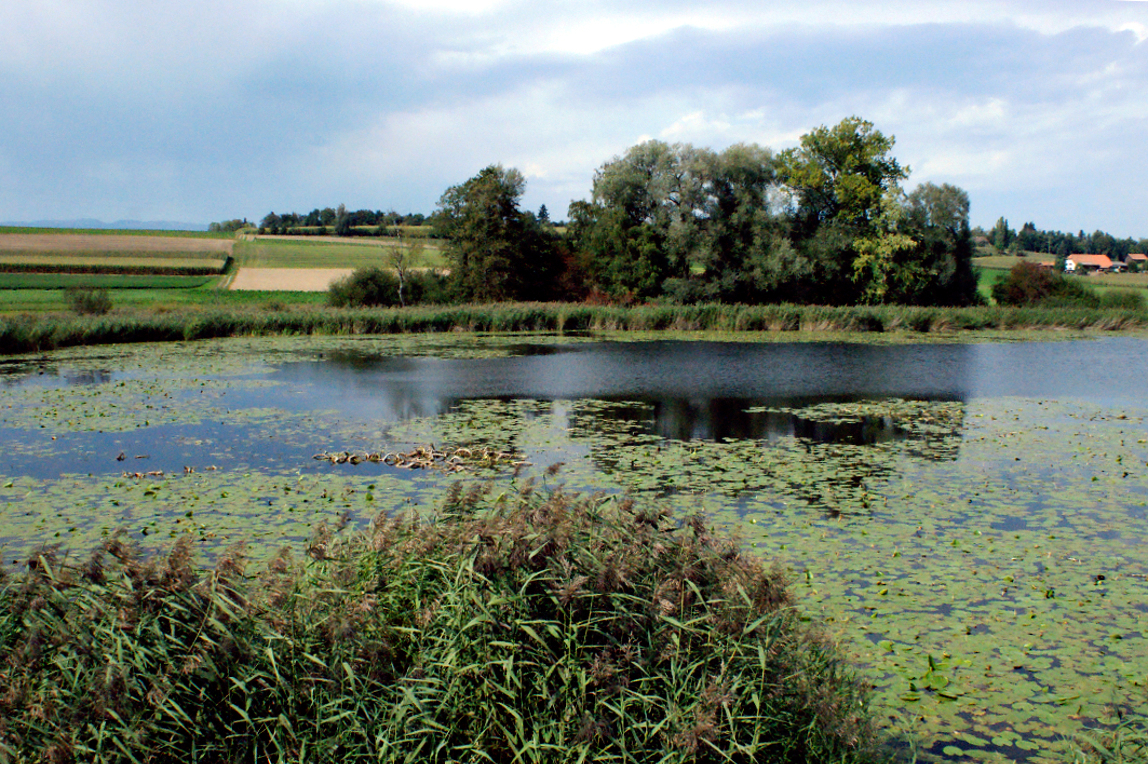
Lobsigensee – Sicht von Aussichtsplattform über See gegen Norden
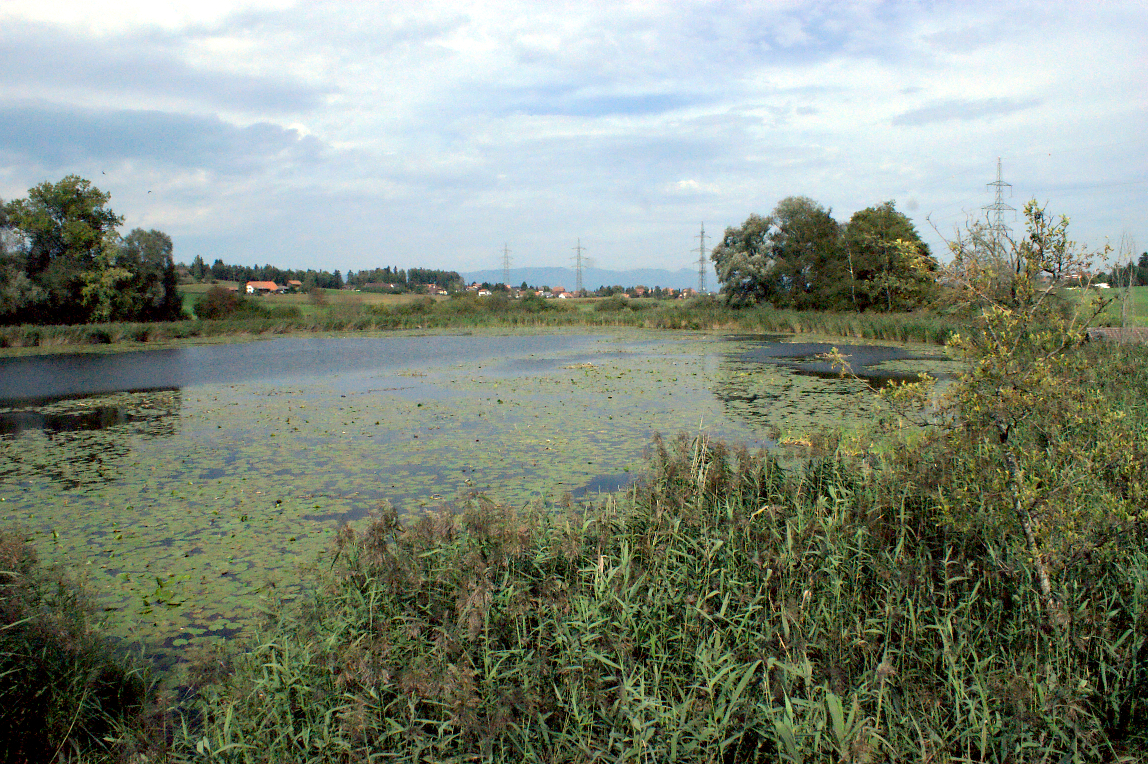
Lobsigensee – Sicht von Aussichtsplattform über See gegen Nordosten mit Aspi bei Seedorf im Hintergrund
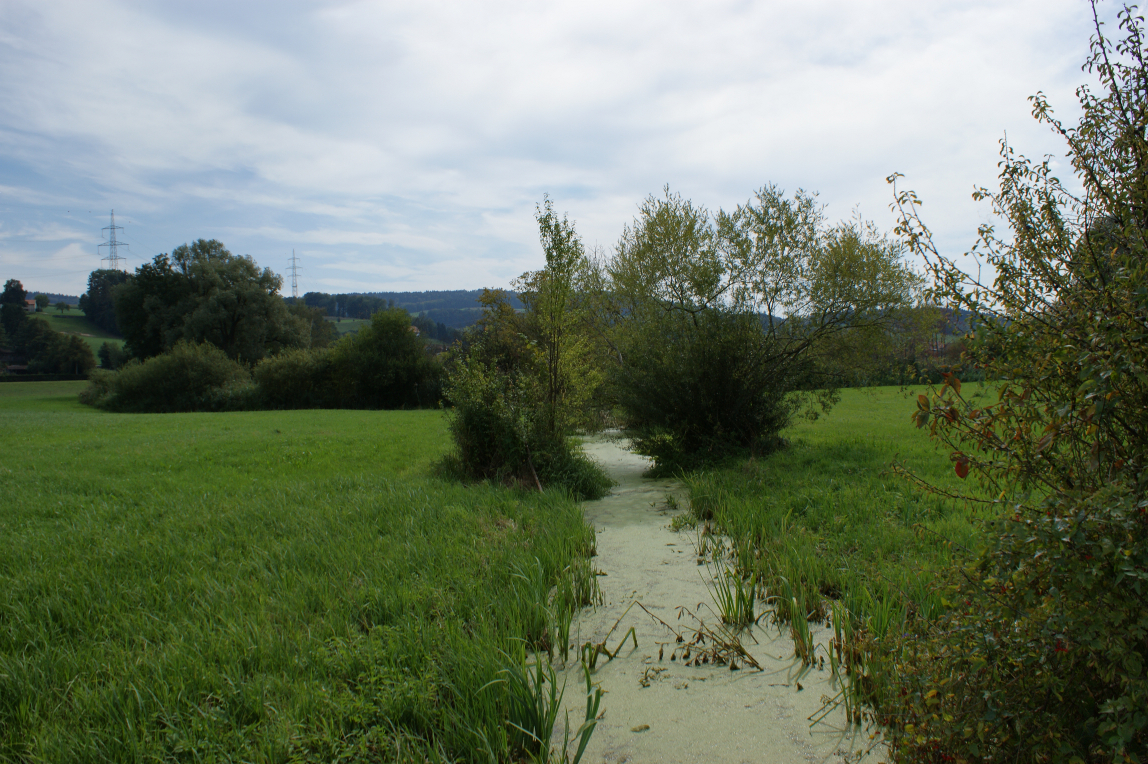
Lobsigensee – Abfluss Seebach

## Verlandungsgefahr
Gespeist wird der Lobsigensee hauptsächlich durch Niederschläge, unterirdische Einsickerung und höchstwahrscheinlich Drainage des umliegenden Kulturlandes, welches mit fast 85 % den grössten Anteil des natürlichen Einzugsgebietes bildet. Der Abfluss erfolgt am nördlichen Ende des Sees durch den künstlich angelegten Seebach. Dieser – in den letzten Jahren am unteren Ende durch Biber teilweise gestaut, jedoch ohne Folgen für den See – fliesst in nordöstlicher Richtung nach knapp 5 km, südöstlich vor Ortsbeginn Lyss in den Lyssbach, der wiederum westlich vor Busswil in die Alte Aare mündet.
Seinen Anfang nahm der ökologische Leidensweg des kleinen Sees spätestens 1858. Er begann mit der ersten Entsumpfung durch einen Kanal – den heutigen Seebach – des damaligen Seedorfmooses, welches im ökologischen Verständnis ein Niedermoor war und im hydrologischen Sinn als Verlandungsmoor bezeichnet werden konnte. Eine weitere Trockenlegung des Seegebietes, ebenfalls zur Gewinnung von Kulturland und zum Abbau von Torf, erfolgte 1928–1934 mit der künstlichen Absenkung des Seepegels um 1,2 m. In den 1940/1950er Jahren sollen auch künstliche Absenkungen und Drainagen stattgefunden haben. Zeitzeugen berichten zumindest von Drainage Arbeiten um den See nach 1945.
Durch das landwirtschaftlich produktiv genutzte Gebiet um den Lobsigensee, gelangte immer wieder Dünger – in Form von Jauche, Gülle und Mist mit Inhaltsstoffen wie Phosphor und, neuerdings abnehmend, Stickstoffverbindungen – durch Einsickerung in den See. Im Sommer mit längeren Warmphasen kommt es zudem zu Sauerstoffarmut. Der Weiher gilt als stark überdüngt und sehr produktiv und kann somit als stark eutroph – vereinfacht ausgedrückt: nährstoffreich und sauerstoffarm – bezeichnet werden.
Aufgrund des hohen Nährstoffgehalts im stehenden, flachen – die maximale Seetiefe beträgt 2,5 m – Gewässer kommt es zu übermässigem Wachstum von Wasserpflanzen, sowie Zoo- und Phytoplankton. Nach deren Absterben bildet die tote Biomasse mit der Zeit eine immer grösser werdende Schlickschicht auf dem Seegrund des flachen Sees. Ohne geeignete Massnahmen, wird der See in wenigen Jahrzehnten verlandet, und somit auch ausgetrocknet sein.
Der Lobsigensee ist ein isolierter und bedrängter Lebensraum, obwohl er im Schutzperimeter des Zonenplanes der Gemeinde Seedorf als ökologisches Schutzgebiet – Baden, Befahren mit Booten und Fischen ist somit generell verboten – eingezeichnet ist und bereits seit 1955 unter Naturschutz steht; nachvollziehbar als Regierungsratsbeschluss Nr. 5027 und als NSG-Nr. 31 – Naturschutzgebiet Nummer – in der Gemeinde Seedorf.

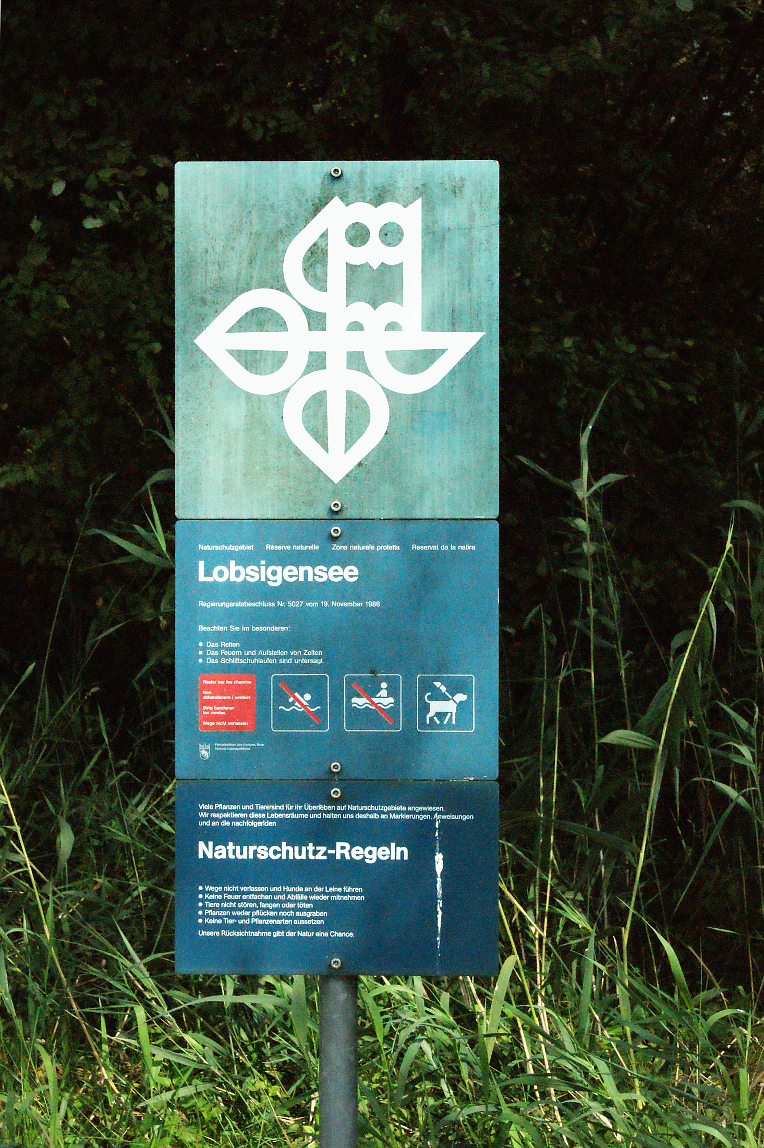
Lobsigensee – Schild Naturschutzgebiet

## Entstehung
Die Entstehung des Lobsigensees muss geologisch in grösserem Zusammenhang, als Teil des Frienisberges, gesehen werden. Dieser hat seinen Ursprung in dem alpinen Molassebecken, welches sich während der erdzeitlichen Stufen Paläogen und Neogen – bis ins Jahr 2000 zusammen als Tertiär bekannt – bildete. Innerhalb dieses, im Zeitraum von vor 65,5 bis vor 2,588 Mio. Jahren gebildeten Molassebeckens, liegt er in der Zone, welche als Vorlandmolasse bezeichnet wird.
Als Teil dieses Vorlandmolassegebietes, besteht der Frienisberg aus Molassekonglomerat. Das umliegende Gebiet, der Sockel und Grossteile des Hanges werden hierbei von Unterer Süsswassermolasse – vor etwa 28 bis 22 Millionen Jahren entstanden – gebildet, die von einer Sedimentschicht Obere Meeresmolasse – vor etwa 22 bis 16 Millionen Jahren entstanden – überlagert ist. Letztere machen die Bergrücken des Frienisberges aus.
Die heute bekannte Oberflächengestaltung fand später, während der Würmeiszeit vor ungefähr 115'000–10'000 Jahren vor heute statt. Insbesondere der Rhonegletscher prägte durch glaziale Oberflächenformung die Landschaft im Schweizer Mittelland, zu welchem das Berner Seeland und somit auch der Frienisberg gehört. Der Gletscher erstreckte sich bis in die Region Solothurn, wobei er davor in der Region Bern auf den eiszeitlichen Aargletscher traf. Das Würm-Glazial endete vor rund 10'000 Jahren vor heute, mit dem Beginn des Holozäns, der "Jetztzeit" im bis heute andauernden Quartär auf der geologischen Zeitskala.
In der Folge seines Zurückschmelzens aus dem Mittelland vor 16'000–18'000 Jahren vor heute, hinterliess der eiszeitliche Rhonegletscher auch im Schweizer Mittelland eine Moränenlandschaft. Diese wies zahlreiche, durch mächtige Eisbrocken gebildete, muldenförmige Wannen in Form von Kleinseen auf, sogenannten Toteisseen oder Toteisbecken. Viele dieser eiszeitlichen Seen sind verlandet und nur wenige sind übrig geblieben.
Einer dieser noch vorhandenen Toteisseen ist der Lobigesee, welcher früher bedeutend grösser gewesen sein dürfte. Ein Hinweis auf die ehemalige Ausdehnung, liefert das Vorhandensein von Seekreide, welche sich häufig unter Verlandungsmooren findet und auf die Existenz eines offenen Gewässers vor der Moorbildung hinweist. Die Seekreide findet sich in zwei Sedimentschichten, in Tiefen von 7,4–7,6 m und 7,7–7,8 m, was altersmässig 10'000–11'000 Jahre vor heute bedeutet.
Im selben Zeitraum und auf vergleichbare Art wie der Lobsigensee, wurden auch die ungefähr 30 km und 33 km nordöstlich gelegenen Inkwiler- und Burgäschisee gebildet, welche sich interessanterweise jeweils auf der Kantonsgrenze Bern-Solothurn befinden.

## Siedlungsgeschichte
Die ältesten, am Lobsigensee gefundenen Siedlungsreste sind ungefähr 5900 Jahre alt. Sie werden der Cortaillod-Kultur zugerechnet, einer archäologischen Kultur des Neolithikum, auch bekannt als Jungsteinzeit. Andere Klassifizierungen rechnen sie auch dem Jungneolithikum zu, wobei jeweils der gleiche Zeitraum gemeint ist. Speziell interessant ist in diesem zeitlichen Zusammenhang, die Dokumentation aus dem Jahr 2007 einer noch älteren, mesolithischen – mittelsteinzeitlichen – Schicht unter den prähistorischen Pfahlbaustrukturen, welche anhand eines schmalen Schuchschnittes gewonnen werden konnte. Deren Bedeutung ist allerdings noch unklar und bedarf weiterer, umfassenderer Abklärungen.
Die Grösse des derzeit bekannten Siedlungsareals beträgt rund 3000 Quadratmeter, was einer ovalförmigen Zone von ungefähr 40 m × 75 m entspricht. Sie befindet sich am nördlichen bis nordwestlichen Ufer, zwischen Seebach und Allmit.
Bei der Siedlungsstätte am Lobsigensee handelt es sich nicht um eine Pfahlbausiedlung im landläufigen oder romantischen Sinn, sondern um eine Feuchtbodensiedlung. Als Indizien hierzu, können die Überreste von aufgefundenen Bohlenwegen gewertet werden, die auf dem feuchten Ufergrund verlegt worden sind und dass insgesamt nur sehr wenige Holzpfähle gefunden worden sind. Wie Bohrungsresultate weiter aufzeigten, dürfte sich diese Siedlung auf einer Insel, und nicht im Seewasser in Ufernähe befunden haben. Was auch nahelegt, dass der Lobsigensee vor vier und mehr Jahrtausenden vor heute wesentlich grösser gewesen ist.
Das weitere Fundmaterial aus der Siedlung besteht überwiegend aus auffällig klein zerscherbter Keramik, Silex, Knochengeräten, wenigen Steinbeilen, zahlreichen Lehmstrichen von Hausböden und Tierknochen, bei denen es sich um Speiseabfälle der früheren Bewohner handeln dürfte. Speziell interessant sind der vorgenannte Feuerstein, auch bekannt als Flintstein oder eben Silex, der aus den Südalpen stammt und Bergkristall aus den Alpen.
Letztere Funde lassen offen, ob die Siedler Handel trieben oder ausgedehnte Reisen zur Jagd unternahmen, neben dem Anbau von Feldfrüchten, dem Sammeln von Kräuter oder der lokalen Jagd und Fischerei. Ebenfalls offen ist die Frage, wie lange die Besiedlung dauerte und ob der Lobsigensee mehrmals besiedelt wurde.
Die ersten archäologischen Funde dürften sich mit der ersten Senkung des Seespiegels zur Entsumpfung des Seedorfmooses Mitte des 19. Jahrhunderts ereignet haben. 50 Jahre später führte das Historische Museum Bern 1909 nach privaten Funden selbst eine Sondiergrabung durch und bestätigte die Entdeckung. Gefunden wurden damals Pfähle, Rutengeflecht, Lehm, Knochen und Scherben. 1924 und 1953 fanden eher kleinere Ausgrabungen statt. Wobei 1953 kaum Pfähle gefunden wurden. 2005 und 2007, nach einem weiteren Unterbruch von mehr als 50 Jahren, fanden weitere archäologische Sondierungen mit zeitgemässen Methoden statt, um die bis dahin immer noch unbekannte, genaue Lage und die Ausdehnung der Fundstelle zu erfassen. Festgestellt wurde dabei auch, dass der Grundwasserspiegel dauerhaft unter den archäologischen Fundschichten lag. Was deren unwiederbringliche Zerstörung bedeutet, da das Wasser als konservierendes Element nicht mehr vorhanden ist.
Für die Altersbestimmung der Funde aus der neolithischen Siedlung, wurde in den letzten Jahrzehnten die Stratigraphie – vereinfacht ausgedrückt, die archäologischen Altersbestimmung mittels Analyse der einzelnen Sedimentablagerungen und deren Relation untereinander – angewendet. Die Proben zur Analyse werden durch Bohrung – zur Entnahme von Bodenproben als Bohrkern – oder durch Suchschnitt – eine Grabungstechnik bei der ein Profil zur Sondierung des Areals gegraben wird – zu Tage gefördert. – Dendrochronologische Datierungen sind derzeit nicht möglich, wegen der kurzen Jahrringsequenzen und der nur bedingt geeigneten Holzarten.
Die Erkenntnisse der archäobotanische Untersuchungen aus den 1980er Jahren, helfen stützend für die Altersbestimmung der Siedlungsstätte. Die aus fast 10 m tiefen Bohrungen erhaltenen Bohrkerne wurden vornehmlich mittels Pollenanalyse, wissenschaftlich als Palynologie bekannt, untersucht. Der Bohrkern besteht bis 7,4 m aus Gyttja, zwei Seekreideschichten und dem Rest aus Silt. Wobei der ganze Kern mit Pollenkonzentrationen entsprechend der jeweiligen Zeit versetzt ist. So, im Zeitraum der neolithischen Siedlung ein Kräutermaximum.

## Teil des UNESCO-Weltkulturerbe
Im Jahre 2011 wurden die Reste der Pfahlbauten am Lobsigensee zusammen mit 110 weiteren Fundstellen in sechs Alpenländern von der UNESCO in das Inventar des UNESCO-Weltkulturerbes aufgenommen. Davon befinden sich sechs Fundstellen im Kanton Bern – fünf um den Bielersee und die Fundstelle am Lobsigensee – als Teil der insgesamt 56 Fundstätten in der Schweiz, welche über 15 Kantone verteilt sind.
Der Beschrieb des Lobsigensees der UNESCO-Bewerbung auf der Website des Trägervereins Palafittes:
CH-BE-05, Seedorf – Lobsigensee: Die Fundstelle enthält eine eindrückliche Stratigraphie von neolithischen Kulturschichten, die um 3900 v. Chr. beginnt. Die Fundstelle repräsentiert eine aussergewöhnliche Siedlungslage vermutlich auf einer früheren Insel und ergänzt die nahe gelegenen neolithischen Siedlungen am Bielersee. Die materielle Kultur der Fundstelle zeigt Verbindungen zur Alpenregion. Schliesslich wurde im Rahmen eines schmalen Suchschnitts im Jahr 2007 eine mesolithische Schicht unter den Pfahlbaustrukturen dokumentiert – ein weiterer sehr interessanter Aspekt von Seedorf – Lobsigensee.
Nach mehrjähriger Vorbereitungszeit durch interessierte Fachkreise aus sechs Ländern – Deutschland, Frankreich, Italien, Österreich, Schweiz und Slowenien –, ab Juni 2008 organisiert als Verein Palafittes mit Sitz in Bern in der Schweiz, konnte 2010 das Nominationsdossier für die internationale Kandidatur Prähistorische Pfahlbauten um die Alpen als UNESCO-Welterbe, eingereicht werden. 111 Fundstellen mit dem grössten wissenschaftlichen Potential, wurden aus über 1000 bekannten Fundorten für diese serielle Kandidatur ausgewählt. So auch die Fundstätte CH-BE-05 Lobsigensee, welche aufgrund des besseren Konservierungszustandes der Fundstätte Moossee vorgezogen wurde.
Um den rechtlichen und sachlichen Schutz der Lobsigensee Fundstätte in Zukunft zu verbessern, sind Massnahmen geplant, wie die Erweiterung der Naurschutzzone und die Wiederherstellung des Feuchtgebietes mit kontinuierlicher Überwachung der Bodenfeuchtigkeit. So wurden in dem Zusammenhang auch Landkäufe getätigt.

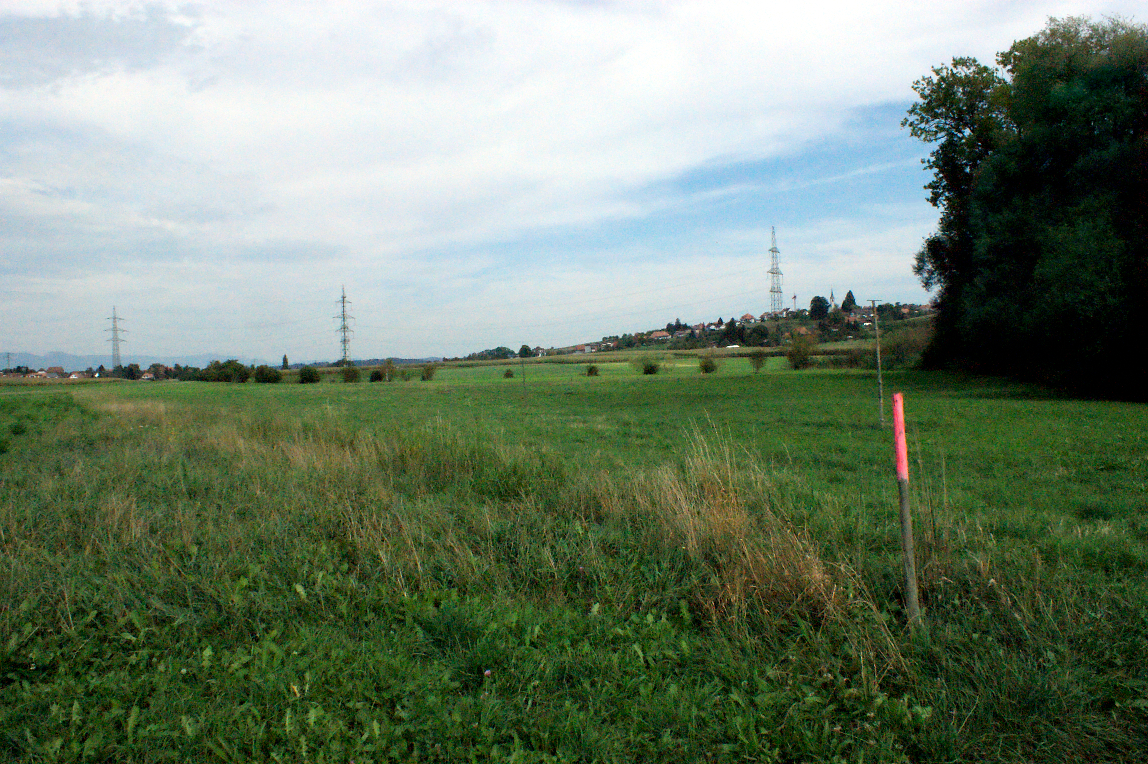
Lobsigensee – Ausgrabungsfeld im Hintergrund Seedorf
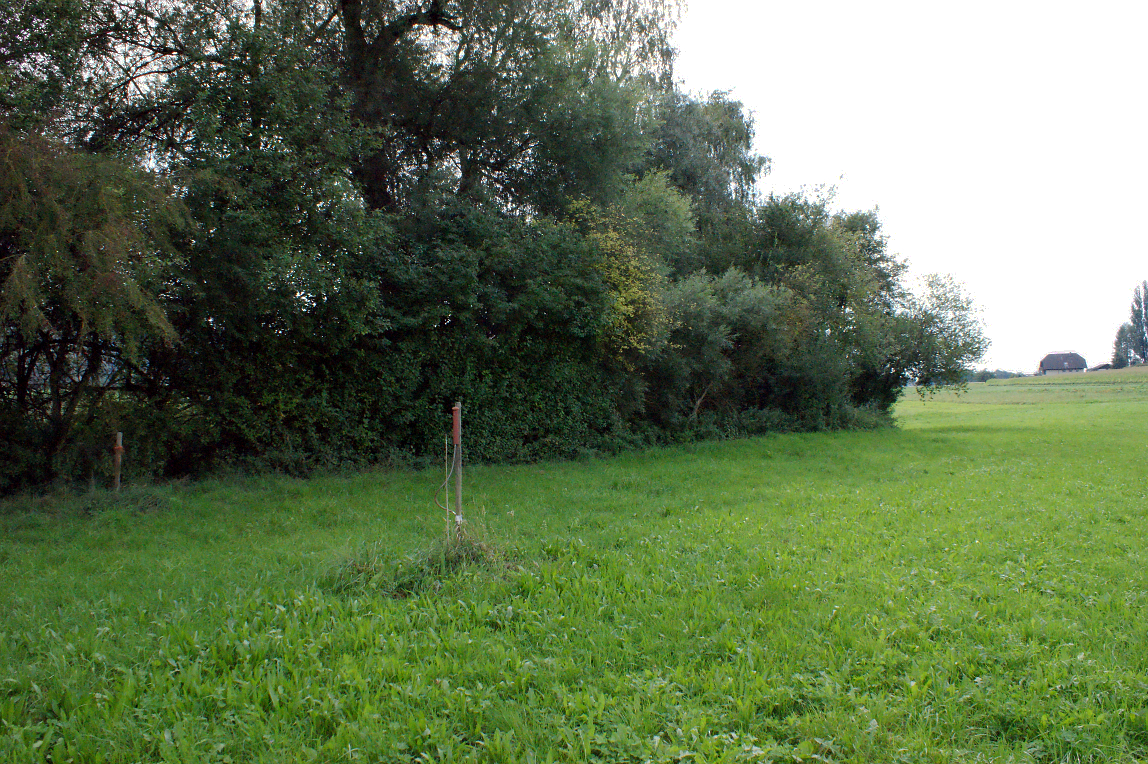
Lobsigensee – Ausgrabungsfeld mit einem der Tensiometer zur Messung der Bodenfeuchte